# Guillermo Pallomari
Guillermo Alejandro Pallomari González (nascido em 1 de outubro de 1949),  apelidado de Reagan,   é um contabilista chileno que trabalhou para o Cartel de Cáli. Fez parte do escândalo que envolveu a eleição presidencial colombiana, em 1994, que concedeu Ernesto Samper (agora ex-presidente) como o vencedor das eleições.

## Biografia
Pallomari nasceu em 1 de outubro de 1949, na região de Antofagasta, Chile. É filho de Lilian González e Guillermo Pallomari Astudillo. 
Pallomari formou-se em contabilidade, ainda que nunca tenha trabalhado formalmente nesse setor. Alguns anos depois, formou-se, também, em engenharia de sistemas.
Em 1973, durante a ditadura militar do Chile (1973-1990), Pallomari mudou-se para a Colômbia, com escassos recursos económicos. Durante esses anos, trabalhou como supervisor bancário e, mais tarde, numa empresa têxtil.
Casou-se com Gladys Patricia Cárdona e, conjuntamente, fundaram uma empresa de tecnologia chamada Universal Link. Eles tiveram dois filhos. 
Em 1990, Pallomari começou a trabalhar para os irmãos Rodriguez-Orejuela, como contador-chefe para gerenciar o tráfico ilícito de drogas do Cartel de Cali.
Em 8 de junho de 1994, Pallomari foi capturado pelo Bloco de Busca , no seu escritório em Cali. Depois de colaborar através de  informações sobre a fraude eleitoral de Ernesto Samper  (o qual recebeu mais de 6 milhões de dólares para financiar suas despesas de campanha; o equivalente a 10,5 milhões de dólares em 2020)  e as operações ilícitas de Cali, Pallomari mudou-se para os Estados Unidos, de modo a testemunhar. 
Atualmente encontra-se sob o Programa de Proteção a Testemunhas dos Estados Unidos.

## Na cultura popular
- Na série de TV En la boca del lobo é retratado pelo ator colombiano Cristobal Errázuriz como o personagem Guillermo Palomino.
- Pallomari foi destaque na terceira temporada de Narcos, onde foi interpretado pelo ator espanhol Javier Cámara .